# 小白撑
小白撑（学名：Aconitum nagarum var. heterotrichum）为毛茛科乌头属下的一个变种。

## 扩展阅读
- 維基物種上的相關：小白撑